# Układ zamknięty (singel)
Układ zamknięty - singel grupy Kult promujący film Ryszarda Bugajskiego o tym samym tytule.
13 marca 2013 podczas koncertu Kultu w krakowskim klubie Kwadrat obchodzący 50. urodziny lider grupy – Kazik Staszewski – został aresztowany przez funkcjonariuszy policji w trakcie premierowego wykonywania utworu „Układ zamknięty”. To zdarzenie było elementem promocji thrillera i odwoływało się do fabuły filmu (aresztowań przez ABW). Zostało to nagrane i zmontowane na potrzeby teledysku.

## Notowania
| Lista                              | Pozycja |
| ---------------------------------- | ------- |
| Lista Przebojów Programu Trzeciego | 1       |
| Lista przebojów UWUEMKA            | 1       |
| Szczecińska Lista Przebojów        | 6       |
| NRD Eska Rock                      | 1       |

## Teledysk
Za realizację teledysku odpowiada Jacek Kościuszko. Wideoklip to połączenie scen z filmu "Układ zamknięty" oraz nagrania z koncertu w Krakowie w klubie Kwadrat, gdzie podczas występu na scenie Kazik Staszewski został rzekomo aresztowany przez funkcjonariuszy policji.